# 阿夫倫岩
62°26′55″S 59°31′01″W / 62.44861°S 59.51694°W
阿夫倫岩（英語：Avren Rocks），是南極洲的岩石，位於南設得蘭群島的羅伯特島南端，處於米卡爾維灣，長0.26公里、寬0.15公里，現時由南極條約體系管理。